# مادسون فورماغيني
مادسون فورماغيني (بالبرتغالية: Madson‏)، لاعب كرة قدم برازيلي .
لعب في عدة أندية برازيلية أبرزها نادي فاسكو دا غاما ونادي سانتوس وأتلتيكو باراناينسي و وقع مع نادي الخور القطري في عام 2012 حتى عام 2018 .

## روابط خارجية
- مادسون فورماغيني على موقع قاعدة بيانات كرة القدم.إي يو (الإنجليزية)
- مادسون فورماغيني على موقع Soccerway.com (الإنجليزية)